# Образование на Антигуа и Барбуде

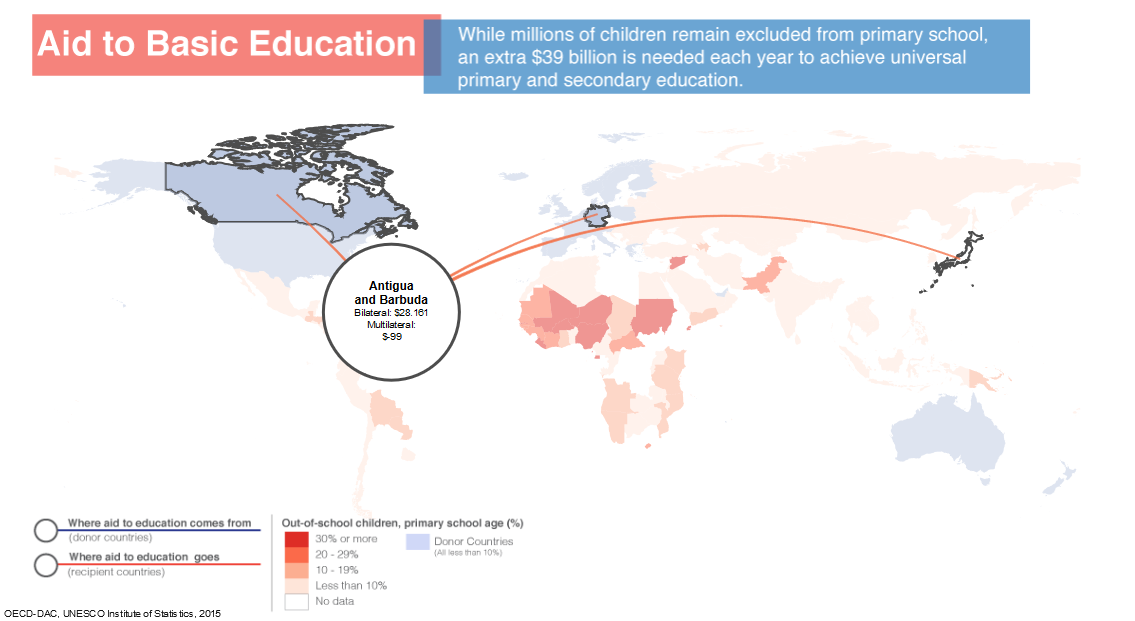
Объём двусторонней и многосторонней помощи базовому образованию, предоставленной или полученной Антигуа и Барбудой

Образование на Антигуа и Барбуде является обязательным и бесплатным для детей в возрасте от 5 до 16 лет.
Система образования на Антигуа и Барбуде основана на британской системе системе. Подготовительная школа доступна для детей от 3 до 6 лет. Учебный год начинается в сентябре и заканчивается в июне следующего года. Для гарантии того, что все расходы, связанные с обучением, покрываются государством, на Антигуа и Барбуде существует сбор за образование со всей базовой заработной платы, при этом средства используются для покрытия таких расходов, как принадлежности, транспорт и содержание школьной инфраструктуры.
Начальное образование, обязательное для всех детей в возрасте до 12 лет, начинается в возрасте 5 лет и обычно длится 5-7 лет. Среднее образование предлагается после успешной сдачи квалификационного экзамена; в частных школах проводятся собственные квалификационные экзамены, а в государственных школах используется стандартный тест. Оно длится 5 лет, из которых 3 года неполной средней школы, а затем 2 года второй ступени среднего образования.
Высшее образование предлагается в Государственном колледже Антигуа и в местном филиале Университета Вест-Индии (УВИ). Государственный колледж Антигуа предлагал двухгодичную программу на 5 факультетах: подготовка учителей, продвинутый уровень общего образования, коммерция, инженерия, гостиничный бизнес и общественное питание. По завершении программы студенты сдают экзамены на получение сертификатов от внешних институтов, таких как УВИ, Кембриджский университет и Королевское общество искусств. Студенты, посещающие кампус местного отделения УВИ, закончили один год обучения, а затем продолжили обучение в другом кампусе на Ямайке, Тринидаде и Тобаго или Барбадосе.
На острове Антигуа в настоящее время есть три коммерческих офшорных медицинских школы, принадлежащих иностранцам. Медицинские школы острова обслуживают в основном иностранных студентов, но вносят свой вклад в местную экономику и здравоохранение. Эти три школы:
- Американский университет Антигуа (AUA)[3], основан в 2004 году.
- Университет медицинских наук Антигуа (UHSA)[4], основан в 1982 году.
- Медицинский колледж столичного университета.

Желающие получить высшее образование также поступают в школы США, Европы и Канады. Уровень грамотности взрослого населения составляет примерно 90 %.

## История
Уровень грамотности 90 % указывает на то, что система образования была достаточно успешной в передаче базовых навыков. Несмотря на это достижение, в конце 1980-х годов оставались существенные проблемы. Учебные материалы и оборудование были неудовлетворительными; кроме того, существует высокий процент неподготовленных учителей на всех уровнях. Эти недостатки в обучении привели к нехватке квалифицированной рабочей силы в стране.
В 1980—1981 учебном году в начальную школу поступало 10 211 учеников, 78 % из которых учились в государственных школах. Из 436 учителей начальных школ 82 % работали в государственных школах. В средних школах училось 5 687 учащихся и 321 учитель; 66 % студентов и 71 % учителей были в государственных школах. В государственном колледже обучалось 329 студентов, хотя большинство из них были из Антигуа и Барбуды, некоторые студенты также прибыли из Ангильи, островов Теркс и Кайкос и Монтсеррата. В двух спецшколах обучались 37 учеников под руководством 13 учителей.
В 2001 году в начальных школах обучалось около 13 000 учащихся, а в средних школах — 5 000 человек. Около 1000 учащихся среднего школьного возраста обучались по программам профессионального обучения.
Правительство управляет большинством школ, включая 42 государственные школы и 45 частных школ. В 2003 году расходы на образование составили около 3,8 % ВВП страны. В 2000 году около 38 % учеников начальной школы были зачислены в частные школы.
В 1972 году технический колледж и педагогический колледж объединились и образовали Государственный колледж Антигуа. Дополнительные варианты обучения за пределами университета предлагаются в Институте информационных технологий Антигуа и Барбуды (ABIIT) и в Институте гостеприимства Антигуа и Барбуды (ABHTI).
В 2019 году Университет Вест-Индии открыл свой пятый кампус на Пяти островах. Ранее страна обслуживалась исключительно открытым кампусом Университета Вест-Индии. Правительство Антигуа и Барбуды вносит финансовый вклад в этот вуз.